# Dichanthium
Genre
Classification phylogénétique
Dichanthium est un genre de plantes de la famille des Poaceae (Graminées).
On le trouve sur tous les continents sauf en Europe.
Les différentes espèces mesurent 10 à 150 centimètres de haut. Elles peuvent être des plantes annuelles ou vivaces. 
Elles se reproduisent facilement en s'étendant par leurs rhizomes.

## Espèces
Les principales espèces sont:
- Dichanthium annulatum (Forsk.) Stapf
- Dichanthium aristatum (Poir.) C.E.Hubbard
- Dichanthium armatum
- Dichanthium caricosum (L.) A. Camus
- Dichanthium concanense
- Dichanthium erectum
- Dichanthium fecundum
- Dichanthium foulkesii
- Dichanthium foveolatum
- Dichanthium jainii
- Dichanthium mccannii
- Dichanthium micranthum
- Dichanthium mucronulatum
- Dichanthium oliganthum
- Dichanthium panchganiense
- Dichanthium paranjpyeanum
- Dichanthium queenslandicum
- Dichanthium sericeum (R.Br.) A.Camus
- Dichanthium setosum
- Dichanthium tenue (R.Br.) A.Camus
- Dichanthium tuberculatum